# Пордим
Пордим (буг. Пордим) град је у Републици Бугарској, у северном делу земље, седиште истоимене општине Пордим у оквиру Плевенске области.

## Географија
Положај: Пордим се налази у крајњем северном делу Бугарске. Од престонице Софије град је удаљен 190 km североисточно, а од обласног средишта, Плевена град је удаљен 20 km источно.
Рељеф: Област Пордима се налази у области јужног обода Влашке низије. Градско подручје је равничарско до валовито, на приближно 155 m надморске висине. 
Клима: Клима у Пордиму је континентална.
Воде: У околини Пордима постоји више мањих водотока.

## Историја
Област Пордима је првобитно било насељено Трачанима, а после њих овом облашћу владају стари Рим и Византија. Јужни Словени ово подручје насељавају у 7. веку. Од 9. века до 1395. г. област је била у саставу средњовековне Бугарске.
После 5 векова турског јарма Пордим је постао 1878. г. део савремене бугарске државе. Насеље постаје средиште окупљања за села у околини, са више јавних установа и трговиштем.

## Становништво
| 1985. | 1992. | 2001. |
| ----- | ----- | ----- |
| 2,775 | 2,617 | 2,390 |

По проценама из 2010. г. Пордим је имао око 2.100 ст. Огромна већина градског становништва су етнички Бугари. Остатак су махом Роми. Последњих деценија број становника у граду расте због ширења градског подручја оближњег Плевена.
Претежан вероисповест месног становништва је православна.